# Hey! Say! JUMP
Hey! Say! JUMP – japoński zespół j-pop należący do wytwórni Johnny & Associates. Zadebiutował 21 września 2007 r. 14 listopada tego samego roku wydał pierwszą płytę Ultra Music Power. Grupa składa się z dziewięciu członków podzielonych na dwie podgrupy: Hey! Say! BEST i Hey! Say! 7.

## Członkowie

### Hey! Say! BEST
| Imię i nazwisko | Data i miejsce urodzenia                 | Pseudonimy                                          |
| --------------- | ---------------------------------------- | --------------------------------------------------- |
| Kota Yabu       | 31.01.1990; Prefektura Kanagawa, Japonia | Yabumama, Koppii, Ko-chan                           |
| Yuya Takaki     | 26.03.1990; Prefektura Osaka, Japonia    | Yuyan, Takagi, Sukesan Yuya, Nee-san                |
| Kei Inoo        | 22.06.1990; Prefektura Saitama, Japonia  | Inoo-chan, Inooke-chan, Kee-kun, I, I-chan, Oji-san |
| Hikaru Yaotome  | 02.12.1990; Prefektura Miyagi, Japonia   | Tome-chan, Hikka, Yao-chan, Hika-chan, Hikapapa     |
| Daiki Arioka    | 15.04.1991; Prefektura Chiba, Japonia    | Dai-chan, Ari-chan                                  |

### Hey! Say! 7
| Imię i nazwisko | Data i miejsce urodzenia                 | Pseudonimy                 |
| --------------- | ---------------------------------------- | -------------------------- |
| Keito Okamoto   | 01.04.1993; Tokio, Japonia               | Keity                      |
| Ryosuke Yamada  | 09.05.1993; Tokio, Japonia               | Yama-chan, Ryo-chan, Chibi |
| Yuto Nakajima   | 10.08.1993; Tokio, Japonia               | Yutti, Jumpo               |
| Yuri Chinen     | 30.11.1993; Prefektura Shizuoka, Japonia | Chii, Chii-chan            |

## Nazwa zespołu
Nazwa "Hey! Say!" pochodzi od japońskiego słowa Heisei - epoki w historii Japonii, ponieważ wtedy urodzili się wszyscy członkowie zespołu. "JUMP" jest skrótem od Johnny's Ultra Music Power.

## Dyskografia
|  | 1. 2007: "Hey! Say!" – Hey! Say! 7 (Temporary group) 2. 2007: "Ultra Music Power" 3. 2008: "Dreams Come True" 4. 2008: "Your Seed/Bōken Rider" 5. 2008: "Mayonaka no Shadow Boy" 6. 2010: "Hitomi no Screen" 7. 2010: "Arigatō (Sekai no Doko ni Ite mo)" 8. 2011: "OVER" 9. 2011: "Magic Power" 10. 2012: "SUPER DELICATE" 11. 2013: "Come On A My House" 12. 2013: "Ride With Me" 13. 2014: "AinoArika/Aisureba Motto Happy Life" 14. 2014: "Weekender/Asu e no YELL" 15. 2015: "Koro Sensations" – Sensations 16. 2015: "Chau#/我 I Need You" 17. 2015: "Kimi Attraction" 18. 2016: "Sayonara Sensation" – Sensations 19. 2016: "Maji SUNSHINE" 20. 2016: "Fantastic Time" 21. 2016: "Give Me Love" 22. 2017: "OVER THE TOP" 23. 2017: "Precious Girl/Are You There?" 24. 2017: "White Love" 25. 2018: "Maeomuke" 1. JUMP No. 1 - 2010.07.07 2. JUMP World - 2012.06.06 3. S3ART - 2014.06.18 4. JUMPing' CAR - 2015.06.24 5. DEAR - 2016.07.27 6. Hey! Say! JUMP 2007-2017 I/O (10th Anniversary Album) - 2017.07.26 1. Hey! Say! JUMP Debut & First Concert Ikitari! in Tōkyō Dome (Hey! Say! JUMP デビュー＆ファーストコンサート いきなり！in 東京ドーム) - 2008.04.30 2. Hey! Say! Jump-ing Tour '08-'09 - 2009.04.29 3. Hey ! Say ! 2010 TEN JUMP - 2010.09.15 4. SUMMARY 2010 - 2011.01.12 5. Summary 2011 in Dome - 2012.03.07 6. JUMP World 2012 - 2012.11.07 7. Zenkoku e JUMP Tour 2013 - 2013.11.13 8. Hey! Say! JUMP LIVE TOUR 2014 S3ART - 2015.02.18 9. Hey! Say! JUMP LIVE TOUR 2015 JUMPing CARnival - 2016.02.10 | Utwory, które nie zostały wydane jako single. 2007 1. Shin·gi·tai (心・技・体) 2. Tobira no Mukō (トビラの向こう) 3. Daitan Muteki (大胆夢敵) 4. Otokomae Samba (男前サンバ) 2008 1. Chū wa Nidomesa (チュウは二度目さ) 2. Fly 3. HEAVEN 4. Taiyō ni LOVE MOTION! (太陽にLOVE MOTION！) 5. BUMP UP 6. Memories 2009 1. Jōnetsu JUMP (情熱JUMP) 2. Hōkago Revolution (放課後レボリューション) 3. Yumeiro (夢色) 4. Endless Dream 5. Born in The EARTH 6. OUR FUTURE 7. TO THE TOP 8. Romeo&Juliet Utwory znajdujące się na płytach poszczególnych singli. 1. Star Time 2. Too Shy 3. Oretachi no Seishun (俺たちの青春) 4. Chance to Change 5. Bōken Rider (冒険ライダー) 6. School Kakumei (スクール革命) 7. Deep night Kimi Omō (Deep night 君思う) |

## Koncerty
- Johnny's Jr's Hey Say '07 in Yokohama Arena (24.09.2007)
- Hey! Say! JUMP Debut & First Concert Ikinari! in Tokyo Dome (22.12.2007)
- Hey! Say! JUMP Spring Concert 2008 (04.04.2008 – 06.05.2008)
- Johnny's Theater "Summary" 2008
- Hey! Say! JUMP-ing Tour '08-'09 (20.12.2008 – 05.01.2009)
- Hey! Say! JUMP Spring Concert 2009 (21.03.2009 – 26.04.2009)
- Hey! Say! JUMP Summer Concert 2009 (25.07.2009 – 27.08.2009)
- Hey! Say! JUMP Winter Concert 2009–2010 (19.12.2009 – 06.01.2010)
- Hey! Say! 2010 TEN JUMP (02.04.2010 – 16.05.2010)
- Johnny's Theater "Summary" 2010
- Hey! Say! JUMP Winter Concert 2010-2011 (25.12.2010 – 16.01.2011)
- Hey! Say! JUMP & Yuuki 100% Concert with NYC (10.04.2011 – 29.05.2011)
- Johnny's Theater "Summary" 2011 (07.08.2011 – 25.09.2011)
- Hey! Say! JUMP New Year Concert 2012 (02–07.01.2012)
- Hey! Say! JUMP Asia First Tour 2012 (24.03.2012 – 24.06.2012)
- Hey! Say! JUMP Zenkoku e JUMP Tour 2013 (13.04.2013 – 23.08.2013)
- Hey! Say! JUMP S3ART (LIVE With Me live in Tokyo Dome) Concert 2014 (10–11.05.2014)
- Hey! Say! JUMP LIVE TOUR 2014 S3ART
- Hey! Say! JUMP LIVE TOUR 2015 JUMPing CARnival
- Hey Say JUMP JUMPing CARnival Countdown Concert (31.12.2015 – 01.01.2016)
- Hey! Say! JUMP LIVE TOUR 2016 DEAR
- Hey! Say! JUMP LIVE 2016-2017 DEAR
- Hey! Say! JUMP LIVE I/Oth Anniversary Tour 2017
- Hey! Say! JUMP DOME TOUR 2017-18

## Książki
- Hey! Say! JUMP Otakara Photo Book Vol.2 7seven Hen (lipiec 2009)
- Motto! Hey! Say! JUMP Cho Episode Book (czerwiec 2011)

### Manga
- Waiwai Hey! Say! JUMP 1 (czerwiec 2010)
- Waiwai Hey! Say! JUMP 2 (kwiecień 2011)
- Waiwai Hey! Say! JUMP 3
- Waiwai Hey! Say! JUMP 4
- Waiwai Hey! Say! JUMP 5